# Estádio Nacional da Tundavala
O Estádio Nacional da Tundavala é um estádio multiuso localizado na cidade de Lubango, na província de Huíla, em Angola. Inaugurado oficialmente em 11 de janeiro de 2010, foi uma das sedes oficiais do Campeonato Africano das Nações de 2010 realizado no país, tendo abrigado jogos da fase de grupos e uma partida válida pelas quartas-de-final da competição. Sua capacidade máxima é de 20 000 espectadores. O nome do estádio faz alusão ao acidente geográfico denominado Fenda da Tundavala.

## Infraestrutura
O estádio está equipado com um sistema de controle de acessos dos mais avançados do mundo, cada porta de acesso está equipada com torniquetes, os quais estão equipados com leitores de bilhetes, de modo a que se consiga ter boas leituras no que diz respeito ao controle de acessos. O estádio também está equipado com um excelente sistema de vigilância por vídeo. 